# 宮田博行
宮田 博行（みやた ひろゆき、1966年8月31日 - ）は、日本の元プロボクサーで、現在は宮田ジム・スポーツクラブ会長。東京都墨田区出身。東京都立江戸川高等学校卒業。

## 来歴
墨東ジム（現在は閉鎖）に所属し、1984年5月17日の小林仁戦でプロデビュー。3回KO勝利で飾る。
「天才現役高校生ボクサー」と呼ばれライトフライ級で全日本新人王決定戦を制した。
将来を嘱望されたが、網膜剥離のため1987年に20歳で引退を余儀なくされる。最終戦績は15戦12勝（5KO）1敗2分。
引退後は宮田ジム・スポーツクラブを設立。300人もの練習生を抱える大きなジムとなり、全日本新人王も輩出。さらに内藤大助を世界王座へと導いた。
現役当時所属していた墨東ジムにはまともなリングさえも無く（狭いため正方形でなく、手作り）、まるで「あしたのジョー」に出てくる丹下ジムのような建物であった。暗い雰囲気の練習生の中で宮田だけは明るく、一礼しながら「押忍!」と大きな声で挨拶をし、周りを明るくする存在であった。

## DVD
- メンタルを強くする指導術 ～宮田 博行のメンタル・トレーニング～（ティアンドエイチ株式会社、2014年）